# Govedina Kobe
Kobejska govedina, pogosto kar govedina kobe (神戸ビーフ, Kōbe bīfu), je govedina vagju (wagyu, jap. 和牛) iz japonskega črnega goveda tadžima, vzrejenega v japonski prefekturi Hjogo v skladu s pravili, ki jih je določilo Združenje za trženje in distribucijo govedine kobe. Meso je delikatesa, cenjena zaradi svojega okusa, mehkobe in mastne, dobro marmorirane teksture. Govedina kobe se lahko pripravi kot zrezek, sukijaki (je pripravljena in postrežena v slogu nabemono (japonska vroča posoda), šabu-šabu (nabemono vroča jed iz tanko narezanega mesa in zelenjave, kuhane v vodi in postrežene z omakami za pomakanje), sašimi (meso, narezano na tanke kose in pogosto zaužito s sojino omako) in tepanjaki (pečena na žaru ali ocvrta). Govedina kobe na splošno velja za eno od treh najboljših blagovnih znamk (znana kot Sandai Vagju, »tri velike govedi«), skupaj z govedino macusaka in govedino ōmi ali govedino jonezava.
Govedina kobe se v japonščini imenuje tudi Kōbe-niku (神戸肉, »meso Kobe«), Kōbe-gjū ali Kōbe-uši (神戸牛, »govedo Kobe«).

## Zgodovina
Govedo so na Japonsko pripeljali iz Kitajske približno v 2. stoletju našega štetja, v obdobju Jajoi.
Približno do obnove Meidži leta 1868 so ga uporabljali le kot vprežno živino, v poljedelstvu, gozdarstvu, rudarstvu in za transport ter kot vir gnojila.
Poraba mleka ni bila znana, zaradi kulturnih in verskih razlogov pa mesa niso jedli.
Japonska je bila od leta 1635 do 1854 učinkovito izolirana od preostalega sveta; v tem času ni bilo možnosti vnosa tujih genov v populacijo goveda.
Med letom 1868, letom obnove Meidži, in letom 1887 so uvozili približno 2600 glav tujega goveda, vključno s pasmami braunvieh, Shorthorn in Devon.
Med približno 1900 in 1910 je prišlo do obsežnega križanja teh z domačimi živalmi. Od leta 1919 so bile različne heterogene regionalne populacije, ki so nastale s tem kratkim obdobjem križanja, registrirane in izbrane kot »izboljšano japonsko govedo«.
Označene so bile štiri ločene pasme, ki so v glavnem temeljile na tem, katera vrsta tujega goveda je najbolj vplivala na hibride, in so bile priznane kot pasme leta 1944. To so bile štiri pasme vagju: japonska črna, japonska rjava, japonska brez rogov in japonska kratkoroga pasma.
Tadžima je vrsta japonske črne pasme, najbolj razširjene pasme (približno 90 % od štirih pasem).
Poraba govejega mesa je ostala nizka vse do druge svetovne vojne. Govedina kobe je v 1980-ih in 1990-ih postajala vse bolj priljubljena in razširila svoj globalni doseg.
Leta 1983 je bilo ustanovljeno Združenje za trženje in distribucijo govedine kobe, da bi definirali in promovirali blagovno znamko kobe. Določa standarde za živali, ki so označene kot govedina kobe.
Leta 2009 je USDA prepovedala uvoz vse japonske govedine, da bi preprečila, da bi japonska slinavka in parkljevka dosegla obale ZDA. Prepoved je bila sproščena avgusta 2012 in nato je bila govedina kobe uvožena tudi v ZDA.

## Industrija
Govedina kobe je na Japonskem registrirana blagovna znamka Združenja za trženje in distribucijo govedine kobe (神戸肉流通推進協議会, Kōbeniku Rjūcū Suišin Kjōgikai). Izpolnjevati mora vse naslednje pogoje:
- Govedo tadžima, skoteno v prefekturi Hjogo
- Krmljenje na kmetiji v prefekturi Hjogo
- Telica (samica, ki ni kotila) ali bik (vol ali kastriran bik)
- Predelano v klavnicah v Kobeju, Nišinomiji, Sandi, Kakogavi ali Himedžiju v prefekturi Hjogo
- Razmerje marmoriranja, imenovano BMS, stopnje 6 in več[12]
- Ocena kakovosti mesa 4 ali 5, stopnja donosa A ali B
- Masa trupa 499,9 kg ali manj.

Govedo hranijo z zrnato krmo in jo včasih krtačijo, da se uredi dlaka. Tališče maščobe govedine kobe (govedo tadžima) je nižje od običajne goveje maščobe.
Govedina kobe je draga, deloma zato, ker se lahko le približno 3000 glav goveda na leto šteje za kobe. Na Japonskem je vsemu govedu, vključno s tistim, ki je odobreno kot govedina kobe, mogoče slediti prek 10-mestne številke skozi vsak korak njihovega celotnega življenjskega cikla.

## Zunaj Japonske
Govedine kobe niso izvažali do leta 2012. Izvožena je bila januarja 2012 v Macau, nato pa v Hong Kong julija 2012. Od takrat se izvaža tudi v ZDA, Singapur, Švico, na Tajsko, v Združeno kraljestvo in Kanado.
V nekaterih državah, vključno s Kanado, Združenim kraljestvom in Združenimi državami Amerike, govedo vajgu, uvoženo iz Japonske, gojijo čistokrvno ali križano z drugimi pasmami goveda, kot je aberdeen angus. Ponekod se lahko meso tega goveda trži pod imeni, kot je »govedina v slogu kobe«; ni govedina kobe in ne izpolnjuje zahtev za certificiranje pristnega japonskega proizvoda. Zaradi pomanjkanja pravnega priznanja blagovne znamke govedine kobe v Združenih državah je to meso mogoče prodajati tudi kot »govedino kobe«. Združenje za trženje in spodbujanje distribucije govedine kobe je nameravalo izdati brošure o govedini kobe v tujih jezikih.
Ameriška govedina kobe style je po navadi temnejša in močnejšega okusa kot pristen izdelek. Morda bo bolj všeč zahodnim brbončicam, ki ne poznajo blagega okusa in visoke vsebnosti maščobe prave govedine kobe.